# Miajadas
Miajadas (extremadurai nyelven Miajás) egy kisváros Extremadurában, Spanyolországban. Több mint 10 000 lakosa van.
„Európa paradicsomfővárosa” néven is emlegetik számos paradicsomfajtája miatt. E változatosság sok embert vonz a júliusi paradicsomünnepre.
Medellíntől a 17. században nyerte el függetlenségét, mikor IV. Fülöp e jogot adta a portugál restaurációs háború során helytálló településnek. Az extremadurai Zona Centro központja.

### Helye

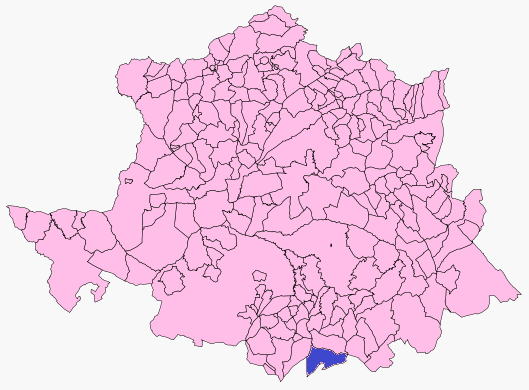
Kéken Miajadas területe. A többi szürke terület Cáceres tartomány további területe.

## Földrajz

### Domborzat és természet
Miajadas területe jellemzően sík vidék, csupán kisebb dombok találhatók a környéken. Patakjai a Búrdalo folyóba ömlenek, mely a Guadiana mellékfolyója. Növényzetét jellemzően a tölgy és különféle bokorfajok jellemzik.

## Történet

### Őskor
Az emberi jelenlétre a neolitikus korból 2 dolmen is utal, az egyik a San Bartolomé kolostornál található. Mario Roso de Luna a Búrdalo mentén több temetkezési emléket is talált, mely bizonyítja, hogy a neolitikumban állandósult emberi élőhely volt a környék.

### Római és középkor
A település római neve Meaxadas volt, ami kis, művelhető földekre utal. Quinto Cecilio Metelo és Caesar harcoltak Metellinum és Castrum Iulium között, ahol Meaxadas stratégiai jelentőséggel bírt. Végül Meaxadas vált a békekötés színhelyévé, és pihenőhellyé vált katonák és különféle céllal utazók számára.
Az Al Andalus útikönyvben, a 12. században a nagy földrajztudós, Al Idrisí tollából feltűnik említése "Mjds" néven; bár az arab írás nemigen jelzi a magánhangzókat valószínűleg ők már Miajadas néven említették. Ugyanakkor a reconquista után, 1338-ban egy Plasencia-i végrendeletben még mindig pontosan Meaxadas formában olvasható.

### Újkor
Amerika újkori felfedezése után, a 16. században Kolumbusz Ferdinánd, Kristóf fia a várost már Meajadas formában írta le, ez volt az az időszak, mikor a korábbi “x” hangértékből maradt a “j” morfémával leírott hang. Az “e” - “i” csere a 17. században következett be, így alakult ki a város nevének mai leírása, mely ekkor lett önálló.
1809-ben függetlenségi csata idején a Degolladai ütközet során a közelben sikerült egy győztes ütközetet vívni a napóleoni csapatok ellen. 2012-ben ezt eljátszották.
A spanyol polgárháború során a város megint tűz alá került, ahogy a francói csapatok Sevillából Madrid felé sorra foglalták el a területeket. De egy nagy "La Siberiá"-nak nevezett rész Miajadas nyugat-északnyugati oldalán a főút felé még több mint két évig a köztársaságiak ellenállása alatt volt, hogy a lehető legjobban akadályozzák a francói csapatok útját észak felé.
1963 és 1968 közt, az 50-es években indult építkezés, a Badajoz-terv során kezdett ismét népesedni a város.

## Gazdaság
A gazdaságban a szolgáltatásoknak mintegy 37%, a mezőgazdasági-élelmiszeripari szektornak mintegy 15%, az építőiparnak mintegy 6% szerepe van.
Miajadas leginkább a paradicsomáról híres, erre egy egész ipar épült ki. Számos üzem gyárt üdítőket paradicsomból (és más gyümölcsökből), paradicsomszószokat és már hasonló termékeket.

## Kultúra

### Ünnepek
Mint az Spanyolország egészére jellemző, nemzetközi összehasonlításban Miajadasban is rendkívül sok ünnepet tartanak. Az általános ünnepek mellett a városnak 2 speciális ünnepe van, ezek a:
- Kultúra Hete, május 17. és május 23.-a között illetve a
- Paradicsomünnep, július 24.

### Mozi, színház, zene
Miajadas városban a fedett helyek körül a Massa Solís Kultúrház alkalmas jelenleg a nagyobb kulturális események megrendezésére. Lehetőségei közül jelenleg - bár mérsékelten - a mozi kihasznált, hetente még csak 1-1 vetítést rendeznek itt rendszeresen, egyet felnőtteknek, egyet pedig gyerekeknek. A város saját színtársulatot is tervez, egyelőre befogadó színházként tud üzemelni.
Miajadas zenei élete jelenleg elsősorban alapfokú zeneiskolájában mutatkozik meg. Zeneelméleti, hangszeres, énekes és táncoktatások is vannak itt.

## Testvértelepülései
- Azuaga, Spanyolország;
- Baler, Fülöp-szigetek;
- Puzol, Spanyolország;
- Rancagua, Chile.[10]

## Népesség
A település lakosságának változását az alábbi diagram mutatja:
| Lakosok száma | 9122 | 9786 | 10 106 | 10 338 | 10 234 | 10 012 | 9879 | 9607 | 9503 | 9370 |
|               | 2001 | 2004 | 2006   | 2009   | 2011   | 2014   | 2016 | 2019 | 2021 | 2024 |